# Humanitarian Pilots Initiative
Humanitarian Pilots Initiative (HPI) ist eine NRO mit Sitz in Rehetobel, Schweiz. Ihr Ziel ist es, sich zu konzentrieren auf „engagierte Piloten und Unterstützer, die ihre Fähigkeiten für humanitäre Zwecke einsetzen, unabhängig von Politik, Religion, ethnischer Zugehörigkeit oder Nationalität“.

## Vermögenswerte
Seit 2017 betreibt HPI im zentralen Mittelmeer, in Zusammenarbeit mit Sea-Watch zwei SAR-Koordinationsaufklärungsflugzeuge, Seabird 1 und Seabird 2, zweimotorige Beechcraft Baron 58 (Registrierung HB-GMM und HB-GMN)., bis 2020 auch Moonbird, eine einmotorige Cirrus SR22 (Registrierung HB-KMM),

## Aktivitäten
Im Juli 2018 blockierte Malta die Moonbird-Einsätze von HPI und Sea-Watch, nachdem es zu einem Zwischenfall zwischen Italien, Malta und dem Seenotrettungsschiff Lifeline gekommen war. The Times of Malta berichtete, HPI sei "an der Rettung von 20.000 Menschen beteiligt" gewesen. Die Blockade dauerte drei Monate.
Im Juni 2020 wurden bei 14 Einsätzen 21 Boote und mehr als 940 Migranten in Not gesichtet.
Im Juli 2020 zeigten Bilder der Moonbird Schiffe, die offensichtlich über einen Zeitraum von 40 Stunden ein in Seenot geratenes Boot ignorierten.
Bei einem weiteren Einsatz im Juli 2020 sammelten Beobachter auf der Moonbird Beweise, die auf eine Beteiligung der maltesischen Streitkräfte an der Zurückweisung durch die Libysche Küstenwache hindeuteten.
Im September 2020 erteilte die italienische Zivilluftfahrtbehörde der Moonbird ein Flugverbot; der Betrieb wurde im November 2020 wieder aufgenommen.
Im März 2021 flog HPI nach eigenen Angaben 9 Einsätze, bei denen insgesamt etwa 476 Menschen in Not auf 7 Booten beobachtet wurden.
Im Juni 2021 operierten die beiden Flugzeuge von HPI von Lampedusa auf Sizilien aus.
Im Jahr 2022 flog HPI 91 Aufklärungsflüge mit einer Gesamtflugzeit von 464:38 Stunden (5:06 im Schnitt) mithilfe von 14 ehrenamtlichen Pilotinnen und Piloten.